# Военна история на Румъния
Румъния и предшестващите я държави са въвлечени във военни конфликти вече над 2500 години. Бойните полета са на територията на днешна Румъния, на Балканския полуостров, Източна Европа.
По време на Античността територията на днешна Румъния е населявана от даки, които воюват с нашественици (персийци, македони, келти и римляни). В края на краищата Царство Дакия е покорено от Римската империя през 106 г. и голяма част от територията му става римска провинция. С упадъка на Римската империя Дакия е изоставена поради натиска на свободните даки и готите.
1000 години територията на страната е на пътя на великите преселения на народите и става обект на нападения на придвижващите се на запад номадски племена (готи, хуни, гепиди, авари, славяни, прабългари, маджари, кумани и монголи). Територията в същинското средновековие остава притежание на Първото и Второто български държави. През 13 век редицата малки държавни образувания по румънските земи се обединяват в княжествата Молдова и Влашко. Трансилвания е завладяна от маджарите и става част от Унгария.
През Късното Средновековие 3-те основни румънски територии са заплашени от нарастващата мощ на зараждащата се Османска империя. Янош Хуняди, княз на Трансилвания и унгарски регент, успява да спре османското настъпление в Централна Европа и извоюва голяма победа над тях при Белград през 1456 г. Стефан Велики в Молдова и Влад Цепеш и Мирча Стари в Влашко също побеждават турците. Въпреки това, и трите княжества стават османски васали по средата на 16 век. Влашкият княз Михай Храбри успява да обедини своята държава с Молдова и Трансилвания и за кратко прави независима държава през 1600 г.
В началото на Новото време контролът над областта е обект на конфликти между Хабсбургската империя, Османската империя, Полша (до 18 век) и Русия. Загубата на османлиите при Виена през 1683 г. дава началото на упадъка им и спадането на влиянието им в областта.
Съвременната румънска държава се създава през 19 век при сливането на Влашко и Молдова. Тя става независима след Руско-турската война от 1877 – 1878 г. и през 1881 г. става кралство. Страната участва на страната на Антантата в Първата световна война и след нея получва много територии. Това териториално разширение е известно като „Велика Румъния“.
Румъния достига разцвета си в междувоенния период. Присъединява се към Тристранния пакт и участва с войски на източния фронт срещу СССР. След Втората световна война територията ѝ е орязана до днешните граници и попада в съветската сфера на влияние. Революцията от 1989 г. слага край на комунизма и геополитическите промени в региона след разпада на Съветския съюз проправят пътя на Румъния към европейска интеграция в икономическата, политическата и военната сфера. Днес Румънските въоръжени сили участват в мироопазващи мисии на НАТО в Ирак, Афганистан, Босна и Херцеговина и други.

## Даки и римляни

### Първи конфликти
Даките, известни още като гети, са част от голямата тракийска група народи. Те населяват териториите на днешни Румъния, Молдова, източна Унгария, югозападна Украйна и Северна България.
През 335 г. пр.н.е. Александър Македонски воюва с траките, за да подсигури северната граница на Македонското царство. Той пресича Дунав и прави кратко нападение на племената, живеещи на север от реката.
Лизимах, един от пълководците на Александър Македонски, който получава Тракия, Анадола и Македония, прави опит да превземе териториите на север от Дунав, но е разбит и пленен от дакийския цар Дромихет. По-късно Дромихет го пуска, за се установят мирни взаимоотношения.
Буребиста, един от най-великите дакийски царе, управлява в периода 82-44 г. пр.н.е. и обединява траките от Херциния (днешна Моравия) на запад до р. Южен Буг на изток и от северните Карпати до Дионисиополис (Балчик). Буребиста се съюзява с жителите на гръцките селища по западния бряг на Черно море, когато те са превзети от Вар Лукул, губернатор на провинция Македония, по време на Втората Митридатова война (74-72 г. пр.н.е.) Даките разбиват римската войска под ръководството на Гай Антоний Хибрида край Истрия и продължават нападенията си в областта, превземайки келтското село Алиобрикс (дн. Картал, Украйна), Тирас, Одесос и разрушавайки Олбия. През 48 г. пр.н.е. дакийският крал се съюзява с Помпей Велики в борбата му срещу Юлий Цезар в Гражданската война на Цезар, но не успява да му изпрати войски навреме за решителната битка при Фарсала.

### Дакийски войни
Изправен пред все по-голямото военно присъствие на Римската империя, Дечебал (управлявал 87 – 106 г.), син на Скорило, преорганизира войската през 85 г. и даките започват да нападат силно укрепената римска провинция Мизия, намираща се южно от Дунав. През 86 г. те осъществяват по-сериозна атака и тя кара император Домициан да сформира нови легиони и да ги снабди с провизии. Императорът планира нападение над Дакия следващата година, за да прекрати нападенията.
През 87 г. пет или шест легиона под командването на генерал Корнелий Фуск пресичат Дунав и се отправят на север към дакийската столица Сармизеджетуса. Пресрещнати са от дакийската войска при Тапи, където попадат в засада и понасят голямо поражение. Почти всички войници от V Легион на Чучулигите са убити и даките пленяват знамената им и бойните им машини. Самият Корнелий Фуск загива в битката. След тази победа Дечебал заменя Дурас като цар на Дакия.
Римляните нападат и през следващата година, като този път командир е Тетий Юлиан. Римската армия навлиза в Дакия по същия път, който е използвал и Корнелий Фуск предишната година. Битката се осъществява на приблизително същото място, при Тапи, но този път победители са римляните. Поради трудния път до Сармизеджетуса и загубите на Домициан в Панония, римската войска се изтегля и е уговорен мир между двете страни.
Според мира от 89 г. Дечебал става васал на Рим и получава пари, бойци и бойни машини от Римската империя, за да пази нейните граници. Вместо да използва парите както Рим иска, царят решава да построи нови крепости в планините и да укрепи вече съществуващите. Това е основната причина за последвалата римска атака под командването на император Траян.
През 101 г. Траян (управлявал 98 – 117 г.), след като получава одобрението на Сената, започва да напредва към Дакия. За да подпомогне похода на легионерите, гръцкият архитект Аполодор от Дамаск проектира каменен мост над Дунав, по-късно известен като Траянов мост. Римляните се разделят на две колони и се насочват към сърцето на Дакия, като междувременно подпалват селата по пътя. През зимата на 101/ 102 г. даките повеждат големи атаки над легионите, базирани в Мизия, но са разбити от Траян в битката при Адамклиси. През 102 г. двете колони се събират за последна атака и разбиват дакийската армия в Третата битка при Тапи. След битката Дечебал решава да се предаде. Войната приключва с римска победа, но даките се съпротивляват още.
Траян нахлува отново през 105 г. с намерението да превърне Дакия в римска провинция. След няколко сражения през 106 г. столицата Сармизеджетуса е нападната с участието на II Спомагателен легион, IV Щастлив Флавиев легион и кавалерийската част на VI Железен легион. Римляните унищожават канализацията и градът се предава. Дечебал успява да избяга, но се самоубива, за да не бъде пленен. Въпреки това, войната продължава и последната битка се води при Поролис.
След края на войната големи части от царството на даките се превръщат в римската провинция Дакия. Римското управление продължава от 106 до 271 г. (според някои източници – до 275).

## Ново време

### Предпоставки
Национално обединение
Основната задача на румънското военно ръководство през 19 век и първата половина на 20 век е да се обединят всички територии, населявани от румънци в една държава и това обединение да се поддържа. Това е приоритетът на румънските стратези през двете световни войни. Днес повечето територии, които преди Първата световна война са имали румънско мнозинство, се намират на територията на днешните Румъния или Молдова.
Борбата за национално обединение на румънците води до конфликти със съседните държави.
- Румънско-унгарска вражда за контрол над Трансилвания. То започва, когато областта е предадена на Румъния чрез Трианонския договор. Към 1918 г. румънците са много повече от всеки друг етнос в Трансилвания, но исторически тя принадлежи на Унгария. През 1940 г. Северна Трансилвания е върната на унгарците според Второто виенско споразумение, но през 1945 г. Румъния си я получава отново. След 1989 г. отношенията между двете страни са добри, особено след като се присъединяват към НАТО и ЕС. През 1995 г. се подписва договор, според който Унгария оттегля всичките си претенции към Трансилвания.

- Румънско-българската вражда е заложена от Сан-Стефанския мирен договор от 19 февруари/ 3 март 1878 година, чрез който Руската империя, за да си осигури излаз и пристанища на река Дунав, отнема от Румъния Бесарабия, като я компенсира с населената с българи Северна Добруджа. Това отключва по-късните апетити за анексирането и на Южна Добруджа от Румъния. Цялата област Добруджа има основно българско население и Румъния първоначално не е съгласна с тази размяна, но по-късно апетитите и нарастват и по време на Междусъюзническата война, въпреки предварително обявения неутралитет, напада България и завзема Южна Дабруджа. България си възвръща цяла Добруджа по време на Първата световна война, но тъй като е съюзник на Германската империя, е принудена да я върне според Ньойския договор. В началото на Втората световна война, на 7 септември 1940 г., е подписана Крайовската спогодба, с подкрепата на силите на Оста, която връща Южна Добруджа на България. Оттогава отношенията между двете страни се стабилизират.

- Румънско-руската (съветска) вражда се разразява, след като през 1878 година Русия анексира Бесарабия, територия със смесено население (власи, българи, украинци, татари) и част от Молдовското княжество. В хаоса след Октомврийската революция Румъния си възвръща областта. СССР никога не приема загубата и през 1920 г. се състои малка война по границата край река Днестър. През 1924 г. руснаците спонсорират въстание в Южна Бесарабия (Татарбунарско въстание). През 1940 г. Съветският съюз си връща Бесарабия и Северна Буковина по силата на Пакта Рибентроп-Молотов, подписан предната година. Това кара Румъния да се присъедини на страната на Нацистка Германия и да допринася силно с войски и материали към Операция Барбароса срещу СССР. Парижкият мирен договор от 1947 г. потвърждава анексията от 1940 г. Днес по-голямата част от Бесарабия и част от Приднестровието формират независимата Република Молдова, а част от Бесарабия (Буджак) и Северна Буковина (Хотин) се намират в Украйна.

Регионален баланс на силите
Румъния се опитва да неутрализира растящата мощ на съседите си с цел да запази териториалната си цялост и независимостта си. По време на Междусъюзническата война Румъния се съюзява със Сърбия, Гърция и Турция, за да нанесе поражение на България, която е станала твърде силна след победата над турците в Балканската война. През 1919 г. Унгарската съветска република се съюзява с Съветска Русия и представлява голяма заплаха за стабилността в региона. Румъния започва война, която завършва с превземането на Будапеща и свалянето на комунистическото правителство. През междувоенния период тя, Чехословакия и Кралството на сърби, хървати и словенци (от 1929 г. — Кралство Югославия) сформират Малка Антанта, за да се противопоставят на реваншизма на България и Унгария.